# Austrodecus simulans
Austrodecus simulans là một loài nhện biển trong họ Austrodecidae. Loài này thuộc chi Austrodecus. Austrodecus simulans được miêu tả khoa học năm 1957 bởi Stock.